# Hoplitis annulata
Hoplitis annulata är en biart som först beskrevs av Pierre André Latreille 1811.  Hoplitis annulata ingår i släktet gnagbin, och familjen buksamlarbin.

## Underarter
Arten delas in i följande underarter:
- H. a. annulata
- H. a. corsaria
- H. a. crenulata